# Quintus Fabius Maximus Eburnus
Pour les articles homonymes, voir Fabius Maximus.
Quintus Fabius Maximus Eburnus est un homme politique de la République romaine, consul en 116 av. J.-C.

## Famille
Il est membre des Fabii Maximi, branche de l'illustre gens patricienne des Fabii. Il est le fils de Quintus Fabius Maximus Servilianus, consul en 142 av. J.-C., ce dernier ayant été adopté par Quintus Fabius Maximus, consul en 213 av. J.-C. Son nom complet est Quintus Fabius Q.Serviliani f. Q.n. Maximus Eburnus.

## Biographie

### Début de carrière
Quintus Fabius occupe la questure en 132 Il sert sous les ordres de son beau-père Publius Rupilius en Sicile durant la première guerre servile, participant à la répression du mouvement dirigé par l'esclave syrien Eunus dont l'armée compte entre 60 et 200 000 hommes. Il tombe en disgrâce après la perte de Tauromenium,.
Il est nommé triumvir monétaire vers 126.
Il devient préteur en 119 et préside le tribunal devant lequel le jeune Lucius Licinius Crassus met Caius Papirius Carbo en accusation pour crime de lèse-majesté (maiestas ou repetundae),. Les sénateurs conservateurs qui reprochent à Carbo son ancienne amitié avec les Gracques soutiennent l'action de Crassus. Accusé de péculat et désespérant de se justifier, Carbo se donne la mort ou part en exil cette même année,.

### Consulat (116)
En 116, il est élu consul avec Caius Licinius Geta. Il bat Marcus Aemilius Scaurus lors des élections.
Il devient peut-être proconsul de Macédoine en 115.
En 113, il peut avoir été le « Quintus Fabius » qui est chef d'une ambassade envoyée en Crète pour aider à mettre fin à certains conflits internes entre les différentes villes de l'île.

### Censure (108)
Il est peut-être nommé censeur en 108 avec Caius Licinius Geta pour collègue, mais il peut y avoir confusion avec son cousin Quintus Fabius Maximus Allobrogicus, un peu plus âgé. Les censeurs confirment Marcus Aemilius Scaurus dans sa fonction de princeps senatus. Quintus Fabius fait exécuter son fils pour immoralité puis se retire de la vie politique.

« Quintus Fabius Maximus Servilianus qui couronna par l'austère fonction de censeur l'exercice de charges glorieusement remplies, châtia son fils suspect de mœurs impures et, après l'avoir puni, il se punit lui-même en se dérobant par une retraite volontaire aux regards de ses concitoyens. »

— Valère Maxime, Factorum dictorumque memorabilium, VI, 1, 5-6
Sa décision de faire exécuter son propre fils, coupable de pédérastie, lui vaut le mépris de la classe politique romaine. Il est poursuivi par Cnaeus Pompeius Strabo pour avoir outrepassé son pouvoir de pater familias (patria potestas). Reconnu coupable, Eburnus est condamné à l'exil à Nuceria,.